# 根羽清ココロ
根羽清 ココロ（ねばせい ココロ）は、主にYouTubeとTwitterで活動を行う、ロート製薬公式YouTuber。キャラクターデザインは藤ちょこ。

## 概要
2018年6月8日、ロート製薬より6月10日に同社公式YouTuberとしてデビューすることが発表され、活動を開始した。2020年9月11日には日本テレビが立ち上げたVTuberネットワーク「V-Clan」に参加することが発表された。
YouTubeでの動画投稿は毎週金曜日20:00に行い、頻度は1・2週間に1本。おもに自社製品の紹介や、歌ってみた動画を投稿している。また、ライブ配信は毎週日曜日18:00～20:00を開始時刻としており、ゲーム実況やトークを配信している。Twitterではツイートは1・2日に1本ほどで、「#根羽清ココロ」「#CocoroArt」「#ココロ広め隊」のタグが付いたイラストなどのファン投稿もリツイートしており、マシュマロでの質問も受け付けている。V-ClanによるバーチャルYouTuberとファンが通話できるオンラインイベント「バーチャル推し電WA!!」にも参加するなど、ファンとも積極的に交流を図っている。

## 略歴
2018年
- 5月30日、YouTubeチャンネルを開設[7]。
- 6月7日、自身の動画第0弾に当たる自己紹介及びLIVE配信の予告動画を投稿[8]。
- 6月8日、Twitterで初ツイートを行う[9]。
- 6月10日、ロートの日にYouTube上でライブ配信を行う。チャンネル登録者数が5,000人を突破[10]。
- 6月13日、チャンネル登録者数が10,000人を突破[11]。
- 8月24日、NewsInsightにて取材を受ける[12]。
- 10月17日、Twitterのフォロワーが7,777人を突破[13]。

2019年
- 4月19日、Twitterのフォロワーが10,000人を突破[14]。
- 4月29日、チャンネル登録者数が20,000人を突破[15]。

2020年
- 6月10日、2周年記念ライブ配信を行い、新しい衣装を発表する[16]。
- 6月14日、バーチャル推し電WA!!2に出演[17]。
- 9月6日、バーチャル推し電WA!!3に出演[18]。
- 9月11日、日本テレビが立ち上げたVTuberネットワーク「V-Clan」に参加することを発表[4]。同じくV-Clanに参加している朝ノ姉妹ぷろじぇくとの朝ノ瑠璃とコラボし、お互いのチャンネルで同時配信を行う[19][20]。

2021年
- 2月21日、バーチャル推し電WA!!4に出演[21]。
- 4月14日、RKB毎日放送のエンタテ!区〜テレビが知らないe世界〜に地上波番組として初出演[22]。カワボVTuberのひとりとして特集された。
- 5月16日、チャンネル登録者数が30,000人を突破[23]。

## キャラクター設定

### 衣装
活動初期からの衣装は、ロート色の青、白を基調とした肩出しドレスを身に纏い、ロート製薬のロゴマークの付いたカチューシャを着けている。公式サイトのプロフィール画像では水色のマニキュアを塗っていることが確認できる。髪色は茶髪。おもに収録動画で着用している。仕事中の白衣姿も公開されている。瞳の色が異なるのは、YouTuber活動時はブルーのカラーコンタクトを着用しているため。
2020年6月10日に活動2周年を記念し、新しい衣装が発表された。パーカーやスニーカー、チョーカーはロート色の青、白、赤を基調としており、各所にロート製薬の頭文字Rや彼女が好きであるとする水玉模様がデザインされ、Rのヘアピンを着けている。この衣装は主にライブ配信にて着用されている。さらに、デザインを行った藤ちょこによりパーカーを脱いだ状態のデザインも公開されている。

### 他の登場キャラクター
根羽清オトという、高校3年生（18歳）の弟がいる。キャラクターデザインは姉と同じ藤ちょこ。学校ではサッカー部に所属しており、好きなプロサッカー選手はガンバ大阪(当時)の今野泰幸と遠藤保仁。収録動画に登場するほか、まれにライブ配信にも出演している。
他にもねばっしーという、ロート製薬本社にあった池で生まれ現在はグランフロント大阪の水場で暮らす、いちごとさつまいもが好物の119歳のキャラクターや、新しい衣装の左腕にある水玉模様の水玉ちゃんが登場することもある。

### 交友関係
ヤッターマンチャンネルのカミナリアイやボヤッキーとは仲が良く、コラボ動画を配信している。特にカミナリアイのことを「カナリアちゃん」と呼び親しくしているほか、配信外でも私的に交流している。WEATHEROID Type A Airiとのコラボ動画も配信しており、それぞれが所属する親会社の共同研究についての発表を共演して行ったこともある。2周年記念ライブ配信の際には、両名からバースデーメッセージが贈られた。

## 人物・エピソード
- 自らのチャンネルを会社に見立てており、ファンからは「社長」と呼ばれている。動画や配信、Twitterでの挨拶は「ねばー！」[8]、ファンの呼び方は「ねば社員」と、ロート製薬のコーポレートスローガン「NEVER SAY NEVER」にまつわるものとなっている。
- ロート製薬ではスキンケア製品開発部に所属しながら、部署兼務制度を利用し広報・CSV推進部で広報活動にあたっている[2][3]。
- 最近の悩みはドライアイと乾燥肌[2]。
- 夜更かしがやめられない[2]。
- ロートの会長になるという野望を抱いている[34]。
- 「夢ノート」に於いて全国の日本酒制覇と書くほど日本酒が好き[34]。
- 泉州の水ナスが好き[35]。
- 視聴者からは「見る目薬[36]」と呼ばれることもある。
- HIKAKINを親分と呼び慕っている[37]。また、キズナアイのことも親分と呼んでいる[38]。
- 趣味はロードバイクで、いつか日本一周したいと考えている[34]
- カフェで動画編集をすることがあるらしい[39]。
- ニコニコ超会議にいつか出たいらしい[40]。
- いつかコスプレしてコミックマーケットに参加したいらしい[41]。
- ヨルシカのファンであり、「花に亡霊」のカバーを公開した[42]。
- ロート製薬公式YouTuberなので、Twitterの認証済みバッジが欲しいと思っている[43]。

## 出演

### テレビ
- のばん組（2018年12月21日、BS日テレ）[44]
- エンタテ!区〜テレビが知らないe世界〜（2021年4月14日、RKB毎日放送）[22]

### インターネットラジオ
- 洲崎綾のバババババーチャル 第65 - 66回（2020年10月25日 - 11月1日、超!A&G+）[45][46]

## 書籍
- アニメージュ 2020年7月号[47]（徳間書店、2020年6月10日発売）